# Titus aan de lezenaar
Titus aan de lezenaar is een schilderij van Rembrandt van Rijn, geschilderd in 1655. Het schilderij bevindt zich sinds 1939 in Museum Boijmans Van Beuningen, gekocht van de kunsthandelaar Katz uit Dieren, en is 63 bij 77 centimeter.

## Voorstelling
Het stelt Rembrandts zoon Titus voor, op ca. 14-jarige leeftijd, achter zijn lezenaar met daarop wat papieren. Hij is in gepeins verzonken en heeft een pen in zijn rechterhand en in zijn andere hand een pennenkoker.
Volgens Wim Pijbes, voormalig directeur van het Rijksmuseum Amsterdam, overtreft dit schilderij zelfs de Mona Lisa en alle andere schilderijen.
Adriaantje Hollaer · Ahasveros en Haman aan het feestmaal van Esther · De anatomische les van Dr. Deijman · De anatomische les van Dr. Nicolaes Tulp · Andromeda aan de rots geketend · Aristoteles bij de buste van Homerus · Artemisia · Badende vrouw · Bathseba met de brief van koning David · De blindmaking van Simson · De brillenverkoper · Buitenlandse admiraal · Christus in de storm op het meer van Galilea · Christus met een staf · Danaë · David en Uria · De doop van de kamerling · Het feestmaal van Belsazar · Flora · Gelijkenis van de rijke dwaas · Historiestuk · Jacob zegent de zonen van Jozef · Jeremia treurend over de verwoesting van Jeruzalem · Het Joodse bruidje · De maaltijd in Emmaüs · Marten Soolmans en Oopjen Coppit · Mozes en de tafelen der wet · De Nachtwacht · Het offer van Abraham (1635) · Pallas Athene · Portret van een man met handschoenen in de hand · Portret van een man · Portret van Amalia van Solms · Portret van Baertje Martens · Portret van Herman Doomer · Portret van Jan Six · Portret van Johannes Wtenbogaert · Portret van Maurits Huygens · De samenzwering van de Bataven onder Claudius Civilis · De schilder in zijn atelier · De Staalmeesters · De steniging van de Heilige Stefanus · Terugkeer van de verloren zoon · Titus aan de lezenaar · Titus als monnik · De Vaandeldrager · De verloochening van Petrus · De verloren zoon in een herberg · Het vertrek van de Sunammitische vrouw · De vlucht naar Egypte · De vlucht naar Egypte · Zelfportret op jeugdige leeftijd (ca. 1628) · Zelfportret met twee cirkels · Zelfportret als de apostel Paulus